# Amelora lithopepla
Amelora lithopepla är en fjärilsart som beskrevs av Oswald Beltram Lower 1918. Amelora lithopepla ingår i släktet Amelora och familjen mätare. Inga underarter finns listade i Catalogue of Life.